# Lincoln Center (Kansas)
Lincoln Center – miasto w Stanach Zjednoczonych, w stanie Kansas, siedziba administracyjna hrabstwa Lincoln.